# 筒井万央
筒井 万央（つつい まお、1987年12月25日 - ）は、東京都出身の男性俳優、元子役。本名同じ。身長168cm。血液型はAB型。日本大学藝術学部映画学科演技コース卒。オフィス松田所属。
以前は劇団ひまわり、横浜ベイ・ビーズ、文学座に所属していた。

## 出演

### 映画
- スペーストラベラーズ（2000年）
- 走れ!ケッタマシン ウエディング狂騒曲（2002年） - キンジ 役
- 3 on 3（2003年）
- メシア 伝えられし者たち（2004年） - 栄喜 役
- 七人の弔（2005年） - 柳岡の息子 役
- M（2007年） - ジン 役
- 東京無印女子物語（2012年）
- プラチナデータ（2013年）

### テレビドラマ
- RHプラス（宝田）
- カードGメン・小早川茜4
- 家政婦は見た!
- 救急戦隊ゴーゴーファイブ（里中大悟）
- 京都地検の女 第3シリーズ 第3話（畑中晃一郎）
- 刑事たちの夏
- 元禄繚乱
- 3年B組金八先生 第7シリーズ（島健一郎）
- 朱夏 妻が消えた日（章）
- 新・愛の嵐（太郎）
- 新・女弁護士 朝吹里矢子5（高畠裕司〈少年期〉）
- そして誰かいなくなった
- ダムド・ファイル シーズンIII（中島吾郎）
- 成田離婚
- はぐれ刑事純情派 第9シリーズ
- ひなたぼっこ（北見タカシ）
- FIRE BOYS 〜め組の大吾〜（高校生）
- 風魔の小次郎（与田）
- 街の医者・神山治郎6（進藤俊彦）
- ママだって夏休み（佐藤学）
- 万引きGメン・二階堂雪9（高橋耕太）
- 水戸黄門
  - 水戸黄門 第36部（直太郎）
  - 水戸黄門 第43部（三太）
- Y氏の隣人

### バラエティ
- 松本人志のコントMHK（2012年）

### 舞台
- 椿姫 カミーユ

### CM
- キッコーマン
- JR東海 新幹線のぞみ
- セガ 人間ルーレット
- 任天堂 NINTENDO 64

### ラジオ
- あなた
- キジムナーのいた夏